# Voltigeurs canadiens
Les Voltigeurs canadiens était une unité d'infanterie légère, levée au Bas-Canada en 1812, qui combattit durant la guerre anglo-américaine de 1812.

## Historique
La menace imminente d'une invasion américaine force George Prévost à recourir à la milice canadienne pour défendre le pays. Dès le 25 avril 1812, on commence le recrutement de volontaires pour le corps des Voltigeurs Canadiens dirigé par Charles-Michel de Salaberry, un major du 60th Regiment, un natif du Bas-Canada. Ce bataillon est composé de volontaires et doit servir pour la durée de la guerre contre les États-Unis.

### Composition prévue
Ce bataillon devait comprendre:  
- 1 major commandant
- 6 capitaines
- 18 lieutenants
- 1 adjudant
- 1 paie-maître
- 1 quartier-maître
- 1 chirurgien
- 1 sergent-major
- 1 sergent-quartier-maître
- 1 sergent armurier
- 1 cornet major
- 25 sergents
- 25 caporaux
- 10 clairons
- 475 miliciens (ou plus si on peut les obtenir)

Les officiers devaient être sujets britanniques nés au Canada. Ils étaient nommés par le major-commandant, sujet à l'approbation du gouverneur-général. Ils devaient être choisis parmi les familles les plus respectables de la province. Hormis Charles-Michel de Salaberry, tous les officiers sont subordonnés aux officiers britanniques de même grade.
Pour obtenir une des six commissions de capitaine, l'officier doit recruter 36 miliciens. Les 18 lieutenants doivent recruter chacun 18 miliciens. L'adjudant doit recruter onze hommes tandis que l'objectif du chirurgien et du quartier-maître est fixé à dix.

### Difficultés de recrutement
Au début de la guerre de 1812, on propose les postes de lieutenants à 14 officiers de milice sédentaire. Seulement quatre vont accepter cette offre. On éprouve également des problèmes pour les postes de capitaine et d'enseigne. Il n'y a guère  d'enthousiasme. En tout, sur 21 candidats potentiels, 12 refusent une commission avec les Voltigeurs Canadiens. Pour la période 1812-1815, 53 officiers vont servir avec le bataillon : 27 francophones et 26 anglophones.
On note 299 cas de désertion entre avril 1812 à février 1815.

### Guerre de 1812
Les hommes et les officiers des Voltigeurs Canadiens ont servi durant toute la guerre de 1812. Ils seront impliqués dans plusieurs batailles importantes dont la bataille de la Châteauguay, qui marque l'histoire nationale du Canada. Le 26 octobre 1813, Charles-Michel de Salaberry et ses hommes ont repoussé une attaque de près de 2 400 américains. Cette victoire empêche Montréal et la province de tomber aux mains des Américains.